# Lopidodenus
Lopidodenus is een geslacht van wantsen uit de familie van de Miridae (Blindwantsen). Het geslacht werd voor het eerst wetenschappelijk beschreven door V. Putshkov in 1974.

## Soorten
Het genus bevat de volgende soorten:

- Lopidodenus albidus (Reuter, 1903)
- Lopidodenus bipunctatus V.G. Putshkov, 1976
- Lopidodenus ogivus V. Putshkov, 1974